# Prnek
Prnek je naselje v Občini Rogaška Slatina.